# Историко-культурная область

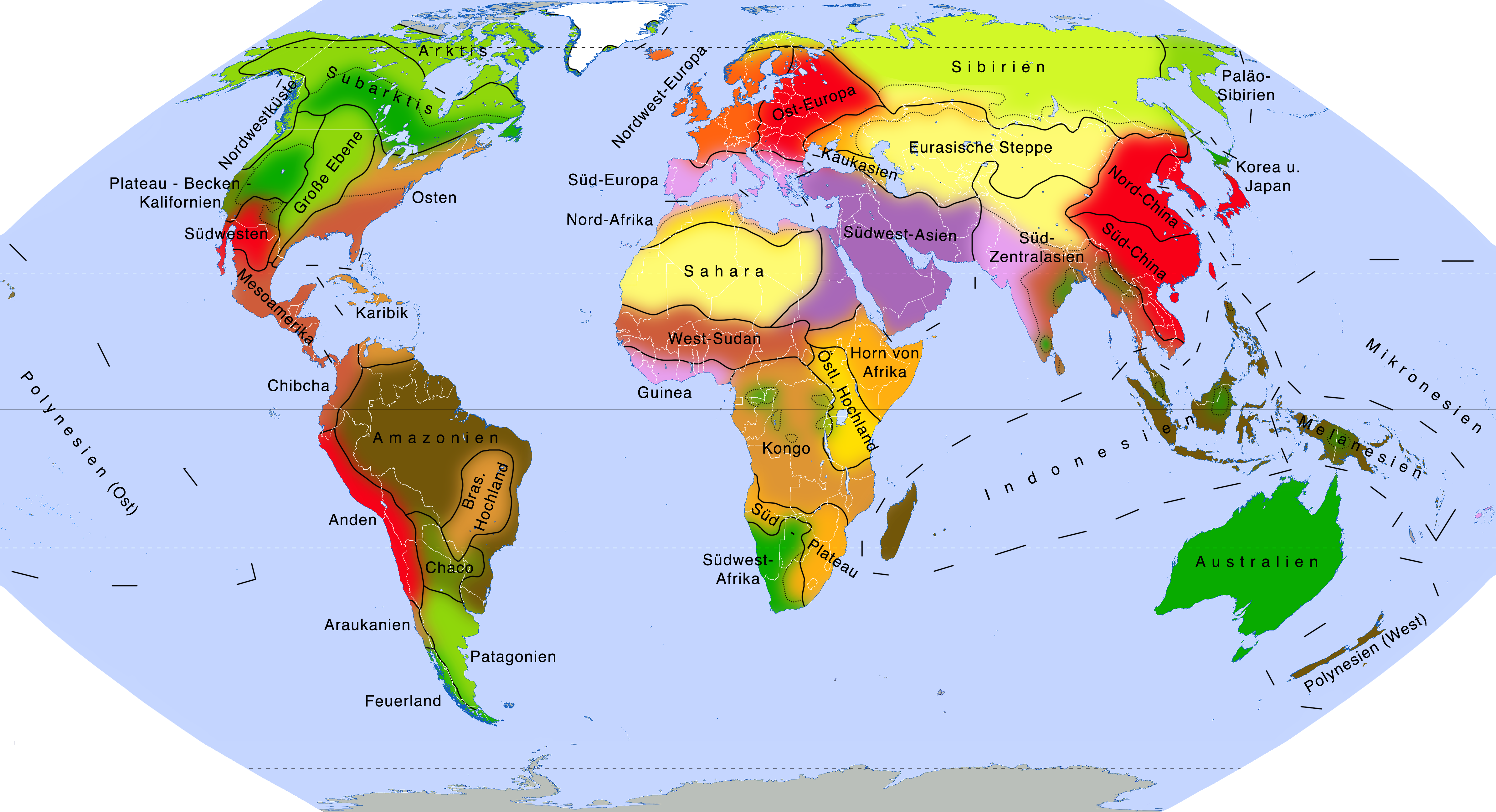
Историко-этнографические области мира (по Виттену и Хантеру; показаны жирными границами; ассоциированы с хозяйственно-культурными типами, также показанными цветами)

Исто́рико-культу́рная о́бласть (реже исто́рико-этнографи́ческая область) — территория, у населения которой в силу общности исторических судеб, социально-экономического развития и взаимного влияния складываются сходные культурно-бытовые особенности. Историко-культурная область проявляется в материальной культуре — типах традиционного жилища, средств передвижения, особенностях приготовления пищи и изготовления утвари, одежды, обуви, украшений и т. п., а также в традиционной духовной культуре (календарные обряды и обычаи, верования, фольклор и т. п.).
В отличие от этносов, обладающих этническим самосознанием, историко-культурные области могут не осознаваться людьми и выделяются в ходе специальных этнографических исследований. Хозяйственно-культурные типы и историко-культурные области — две типологически разные системы, которые тесно переплетаются, но, как правило, не совпадают друг с другом. Историко-культурные области, как и хозяйственно-культурные типы, являются историческими категориями, возникающими, развивающимися и исчезающими в процессах развития конкретных этносов и их группировок на определённой территории. Для историко-культурного районирования имеют значение не только характеристика образа жизни и материальной культуры, но и специфических форм духовной культуры, связанных со стереотипами мышления, религиозными представлениями и народным творчеством.
Основным отличием деления на ИКО в отличие от деления на исторические области (в целом довольно близкого) является бо́льшая ориентация на современные культурно-этнографические общности (ср. например, ниже Северная Америка или Австралия), в то время как для исторических областей более важна историческая составляющая.
В отечественной этнографии была разработана иерархическая система историко-культурных (или историко-этнографических) провинций (ИКП), областей (ИКО) и районов. Основной единицей является ИКО, они делятся на подобласти и районы. Группа областей может быть объединена в более крупные регионы или провинции (ИКП).
Таких историко-культурных провинций выделяется 16. Ниже они перечисляются по континентам:

## Евразия
Сюда входят десять историко-культурных провинций.

### Западно-центральноевропейскаяпровинция

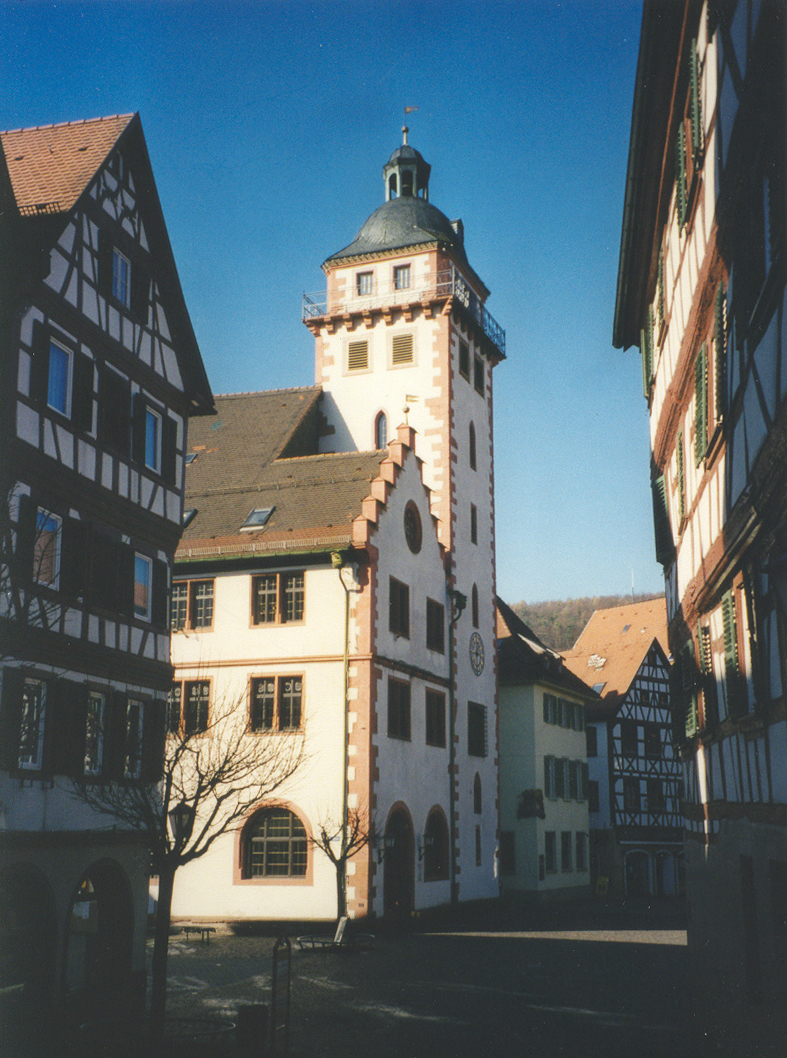
Каркасный дом и городская ратуша в Мосбахе, Германия

Эта провинция охватывает разнообразные ландшафты: от холодных берегов Скандинавии и островов в Атлантическом океане до тёплых субтропиков Средиземноморья. Она ранее других вступила в эпоху промышленной революции и капитализма. В новое время здесь сложились общие европейские формы культуры, оказавшие влияние на судьбу других ИКО. Почти всё население принадлежит к большой европеоидной расе и говорит на индоевропейских языках: германских (немцы, англичане, шведы, норвежцы и др.), романских (итальянцы, французы, испанцы и др.), славянских (поляки, словаки, чехи и др.), кельтских (ирландцы), греческом и албанском. К финно-угорской ветви принадлежат венгры, финны, саами. Значительная часть населения живёт в городах.
В сельской местности основное занятие — плужное земледелие. Сельские поселения различной планировки (кучевые, круговые, рядовые, рассеянные) состоят из прямоугольных в плане строений; в Центральной Европе преобладают каркасные дома (фахверк), на севере — срубные, на юге — каменные и кирпичные; в одних районах жилые и хозяйственные помещения располагаются под одной крышей, в других — строятся отдельно. Традиционная поясная одежда у мужчин — штаны, редко — юбки (кильт у шотландцев, фустанелла у албанцев и греков); наплечная — рубахи, куртки, плащи; в XIX веке распространилась городская пиджачная пара. При разнообразии традиционной женской одежды она имеет общие черты: широкая юбка с корсажем, кофтой, фартуком, различные головные уборы, накидки и украшения, обувь на каблуках. В питании распространены мучные изделия, протёртые супы, различные каши, пудинги, бифштексы и котлеты, овощи, фрукты, напитки (кофе, чай, пиво, вино). Основы духовной культуры заложены в античную эпоху; богат фольклор, эпос; древние народные традиции имеют музыка, театральное искусство, зодчество. Огромное влияние на мировую культуру оказали и преобладающие в Западной Европе христианские религиозные системы: католицизм, православие и протестантизм (лютеранство, кальвинизм, англиканство).
В западно-центральноевропейскую провинцию входят:
- Североевропейская ИКО
- Западноевропейская (Приатлантическая) ИКО
- Центральноевропейская ИКО
- Южноевропейская (Средиземноморская) ИКО — Пиренейский и Апеннинский полуострова
- Юго-восточноевропейская (Балканская) ИКО

### Восточноевропейскаяпровинция

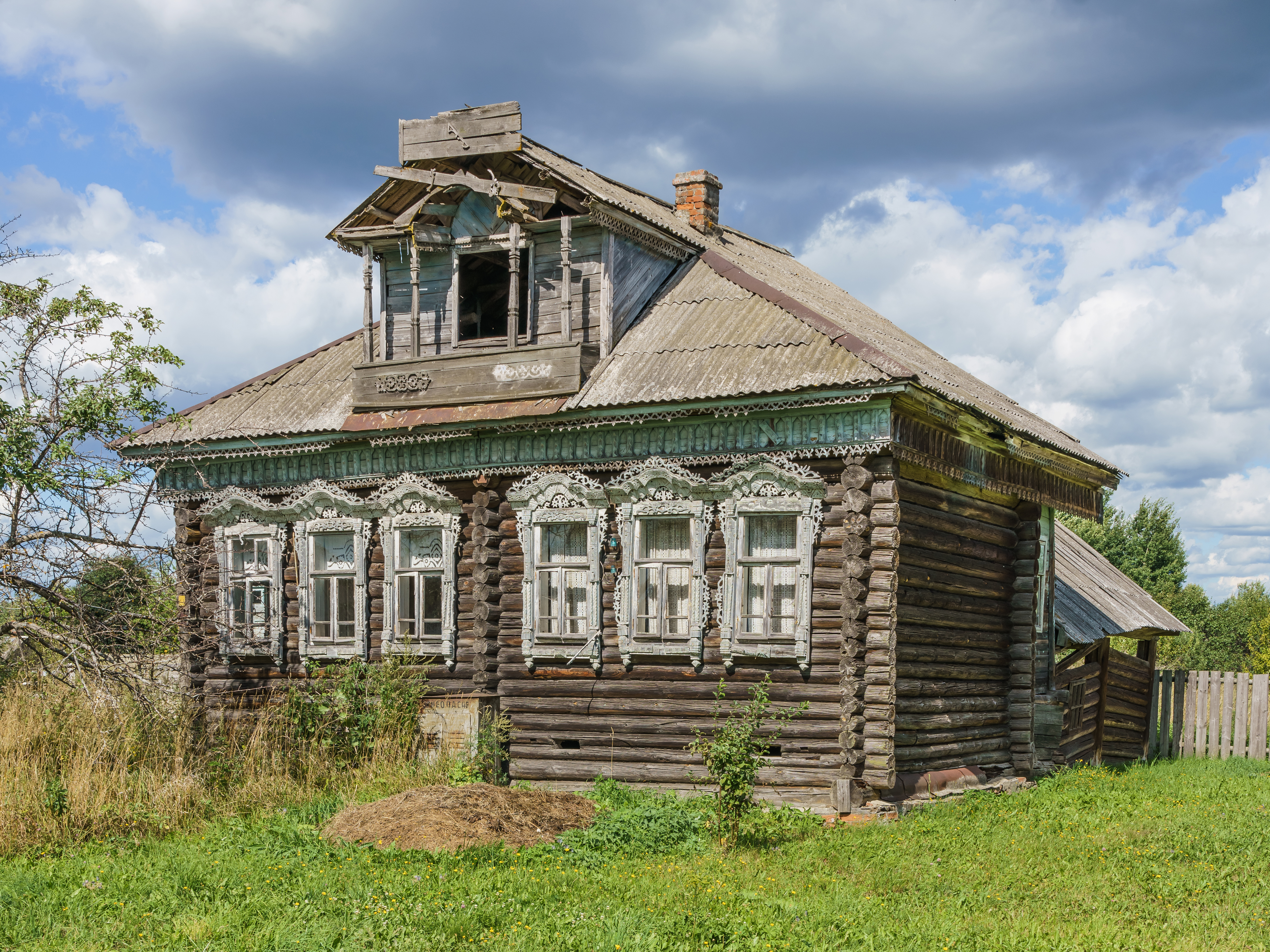
Русская изба

Восточноевропейская провинция занимает Восточно-Европейскую равнину от тундры и тайги побережья Ледовитого океана до тёплых степей на берегу Чёрного и Каспийского морей и гор Кавказа. Население Восточно-Европейской провинции относится в основном к большой европеоидной расе и говорит на индоевропейских языках: на восточнославянских (русские, украинцы, белорусы), балтийских (литовцы, латыши), романских (молдаване); на языках финно-угорской группы уральской семьи (эстонцы, карелы, коми, мордва, удмурты и др.); на тюркских языках алтайской семьи (татары, чуваши и др.). Широко распространено двуязычие, причём вторым языком выступает русский. Основные занятия в сельской местности — оседлое плужное земледелие. В степной зоне пахали тяжёлым плугом на волах, в лесной — лёгкой сохой на лошади. На севере распространены небольшие деревни; жилые и хозяйственные помещения строились под одной крышей; на юге — более крупные деревни, но хозяйские постройки располагались отдельно; там, где было мало леса, стены из дерева или камня обмазывали глиной и белили; центром интерьера являлась печь. Традиционная одежда состоит из рубахи (у мужчин до колен, у женщин — длиннее), штанов у мужчин и юбок или сарафанов у женщин; тёплой верхней одежды (тулупы, куртки), кожаной обуви и лаптей. Традиционные блюда — щи, супы (на мясном, грибном бульоне), каши, пироги, блины, на юге — холодные супы (свекольники), вареники, овощи, фрукты; напитки — квас, чай. Верующие — в основном православные, у части народов (татары, башкиры) — мусульмане.
В эту провинцию входят:
- Центральная (русско-белорусская) область
- Европейский Север и северо-запад России
- ИКО Прибалтика (Юго-восточная Балтия)
- Урало-Поволжье (Волго-Камская) область
- Юго-западная (украинская) область
- Южнорусские степи

### Кавказскаяпровинция

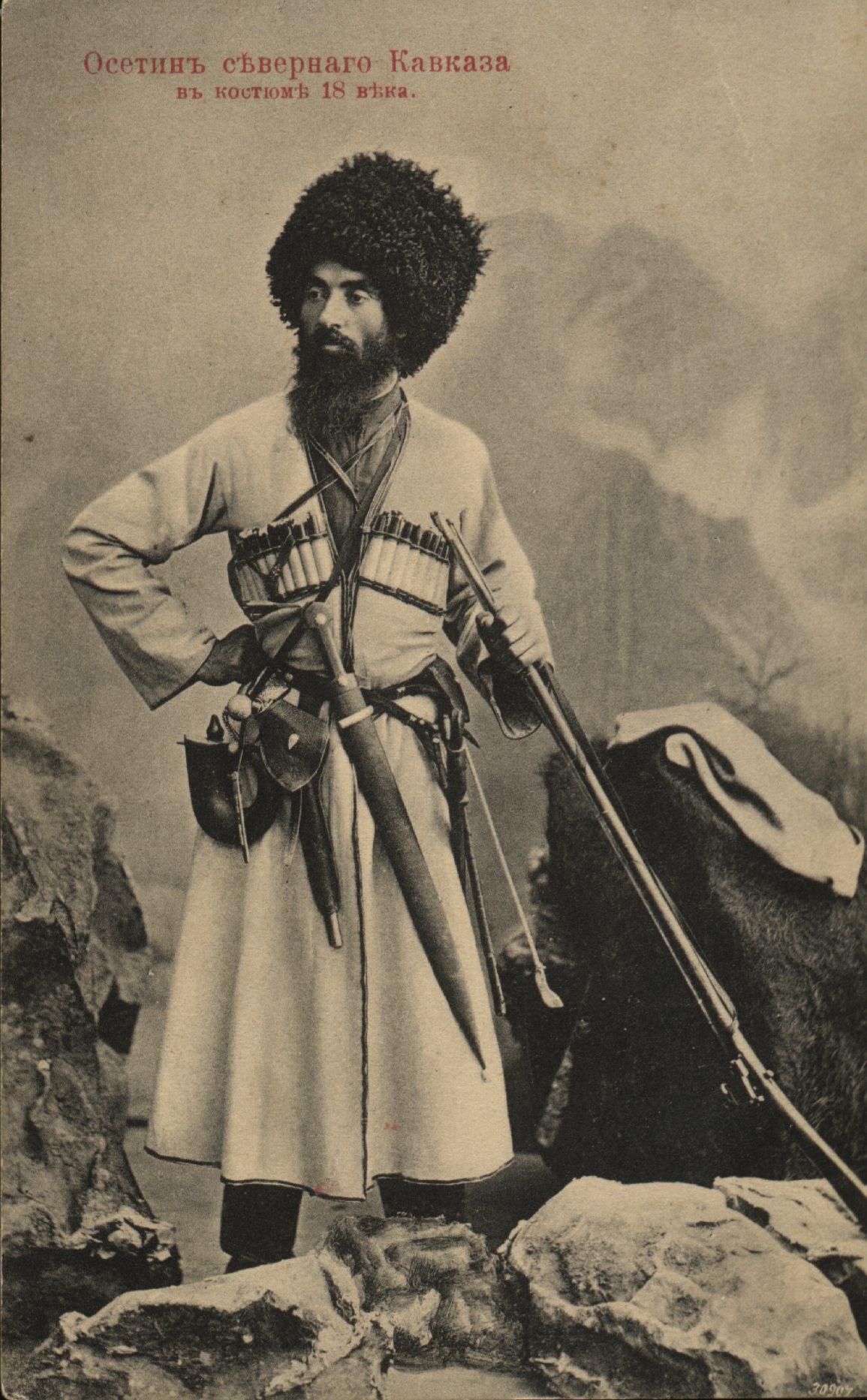
Осетин Северного Кавказа в костюме XVIII века

Кавказская провинция, расположенная к югу от Восточно-Европейской равнины между Чёрным и Каспийским морями, охватывает разнообразные ландшафты Кавказских горных систем, предгорий и горных равнин, делится на две области: севернокавказскую и закавказскую. Население в основном относится к переходным и южным группам большой европеоидной расы, отличается пестротой этнического и языкового состава. На картвельских языках говорят грузины, северокавказских языках — народы Дагестана, Вайнахи и абхазо-адыгские народы (абхазы, кабардинцы, адыгейцы и др.), языки осетин и армян относятся к индоевропейским языкам, на тюркских языках говорят азербайджанцы, карачаевцы, балкарцы, кумыки и др. Основное занятие: плужное земледелие. Распространено террасное земледелие, в засушливых районах — ирригация. Разнообразны типы селений и жилищ — от каменных домов-башен и крепостей до плетневых (турлучных) сооружений и полуземлянок со ступенчатым перекрытием над очагом; в Восточной Грузии — двухэтажные дома из камня и дерева, с балконами, с плоской или двускатной крышей, в Азербайджане — одноэтажные саманные жилища с плоской крышей, окнами и входом во внутренний двор. Мужской традиционный костюм состоит из рубахи, узких штанов, заправленных в сапоги, кафтана (бешмета), черкески, папахи и бурки; женский — из рубахи, длинных штанов, распашного платья в талию, разнообразных головных уборов. Основная пища — пресный хлеб, пшеничные лепёшки, каши из проса (гоми), фасоль, кисломолочные супы, сыры, мясо, виноградное вино. Развит фольклор, в том числе эпос, характерны мужские танцы, многоголосое пение. Верующие — христиане (православные и монофизиты) и мусульмане.
Области:
- Предкавказье (Северный Кавказ)
  - Западный Кавказ (Адыгея)
  - Центральный Кавказ
  - Дагестан
- Закавказье (Южный Кавказ)
  - Грузия
  - Азербайджан
  - Армения

### Среднеазиатско-казахстанскаяпровинция

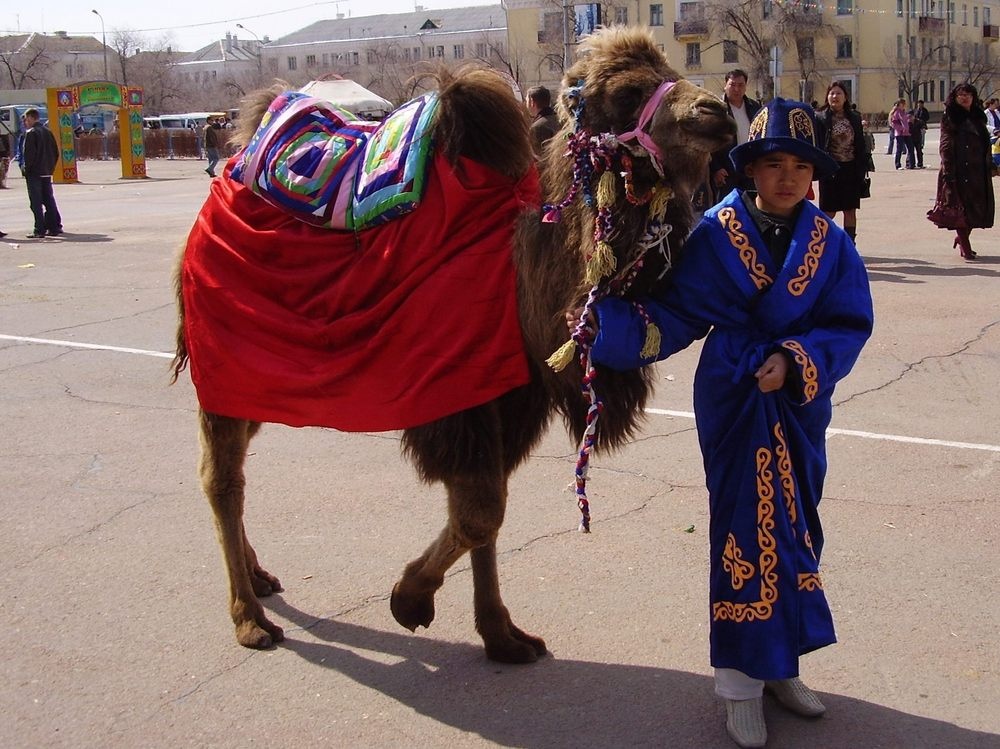
Мальчик-казах с верблюжонком. Празднование Наурыза. Город Байконур.

Среднеазиатско-казахстанская провинция занимает засушливые равнины к востоку от Каспийского моря, пустыни и высокие горные системы Тянь-Шаня и Памира. Для её населения характерно смешение больших европеоидной и монголоидной рас. На севере сформировалась южносибирская переходная раса; европеоидные черты наиболее выражены на юге, монголоидные — у киргизов и большей части казахов. Большинство народов говорит на тюркских языках, таджики и припамирские народности — на индоевропейских (иранских) языках. Основное занятие — плужное земледелие на орошаемых и богарных землях. В оазисах на юге традиционное сельское жилище — глинобитное прямоугольное с плоской крышей, в горах преобладают каркасное, у кочевников и полукочевников — круглая юрта с решётчатым остовом и войлочным покрытием; зимнее жилище на севере испытало влияние русских переселенцев. В традиционной одежде преобладают длинные рубахи-платья у женщин, короткие рубахи у мужчин, штаны с широким шагом, поверх — халат, на ногах мягкие сапоги. У кочевников преобладают мясные (часто с тестом) блюда, лепёшки и молочные продукты, напитки — кумыс, айран, чай; у оседлых земледельцев — каши, плов, овощи, фрукты. В народном искусстве сохраняются богатые традиции домашнего производства ковров, кошм, аппликаций, резьбы по дереву и ганчу, керамики, фольклор. Развит эпос (сказания Алпамыш, Манас, о деде Коркуте). Верующие — мусульмане.
Включает не совпадающие с ней регионы Средняя Азия и Туркестан:
- Северный Туркестан (степи)
  - Кыргызстан
  - Казахстан
- Южный Туркестан
  - Юго-западная ИКО (Туркменистан)
  - Каракалпакстан
  - Хива
  - (южный) Узбекистан
  - Фергана
  - Таджикистан
  - Бадахшан
- Восточный Туркестан
  - Синьцзян

### Сибирскаяпровинция

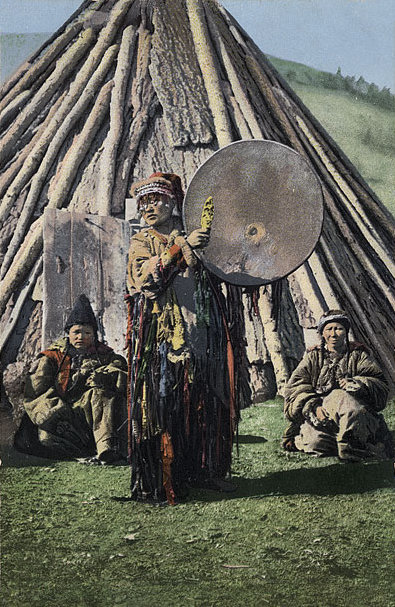
Алтайская шаманка с бубном на фоне традиционного жилища — чаадыр

Сибирская провинция на севере Азии занимает огромные пространства тайги, тундры и сухих степей от Урала до Тихого океана.

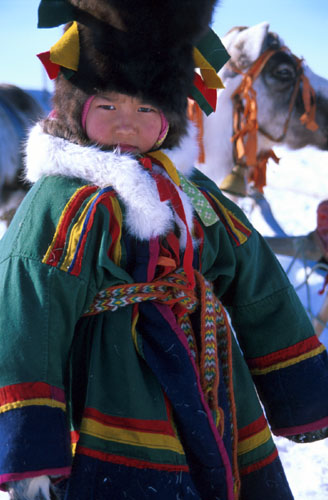
Маленький ненец

 Коренные народы, обитающие здесь, принадлежат к континентальной и арктической расам большой монголоидной расы. Они говорят на тюркских (якуты, тувинцы, алтайцы, сибирские татары, хакасы и др.), на монгольских (буряты), тунгусо-маньчжурских (эвенки, эвены и др.) языках алтайской семьи; на финно-угорских (ханты, манси), самодийских (ненцы, нганасаны, селькупы и др.) языках уральской семьи, на языках чукотско-камчатской (чукчи, коряки, ительмены) и эскимосо-алеутской (эскимосы и алеуты) семей.
Под влиянием русского населения распространилось плужное земледелие и скотоводство. В постоянных поселениях преобладают срубные прямоугольные жилища с двускатной крышей, на севере — землянки; временные жилища — чум, на северо-востоке — яранга, на юге у скотоводов — многоугольная юрта. Средства передвижения — лыжи, собачьи, оленьи упряжки с нартами разных типов, олени для верховой езды, транспортировки грузов, в степной зоне — лошади, лодки берестяные (на западе) и кожаные (на востоке).
На севере преобладает меховая двуслойная одежда глухого покроя (малица), южнее — распашная одежда (парка), передник-нагрудник, короткие халаты из ткани, на ногах — унты, кожаная обувь. Значительные различия в традиционной материальной культуре наблюдаются на Дальнем Востоке, в горах Алтая и Саян, на Камчатке и Чукотке. Всюду заметно влияние русской культуры. В традиционной пище преобладает рыба (квашеная, жареная, вяленая, сырая), отварное мясо, жир, с травами, ягодами, сухие мучные изделия; напиток — чай; у якутов и бурят распространены молочные продукты (кумыс, кислое молоко).
В прикладном искусстве получили развитие обработка кожи (аппликация), дерева, берёсты, украшения одежды; на западе преобладает геометрический орнамент, на востоке — растительный, мотив рогов (у скотоводов). Традиционные религиозные представления связаны с тотемизмом, шаманизмом, развита мифология; развито тенгрианство; есть христиане (православные), среди бурят и тувинцев — буддисты.
Сюда входят области:
- Ямало-таймырская ИКО
- Западносибирская ИКО
- Алтае-саянская ИКО
- Восточносибирская ИКО
- Камчатско-чукотская ИКО
- Амуро-сахалинская ИКО
  - Приамурье
  - Приморье
  - Сахалин
  - Курилы

### Центральноазиатскаяпровинция

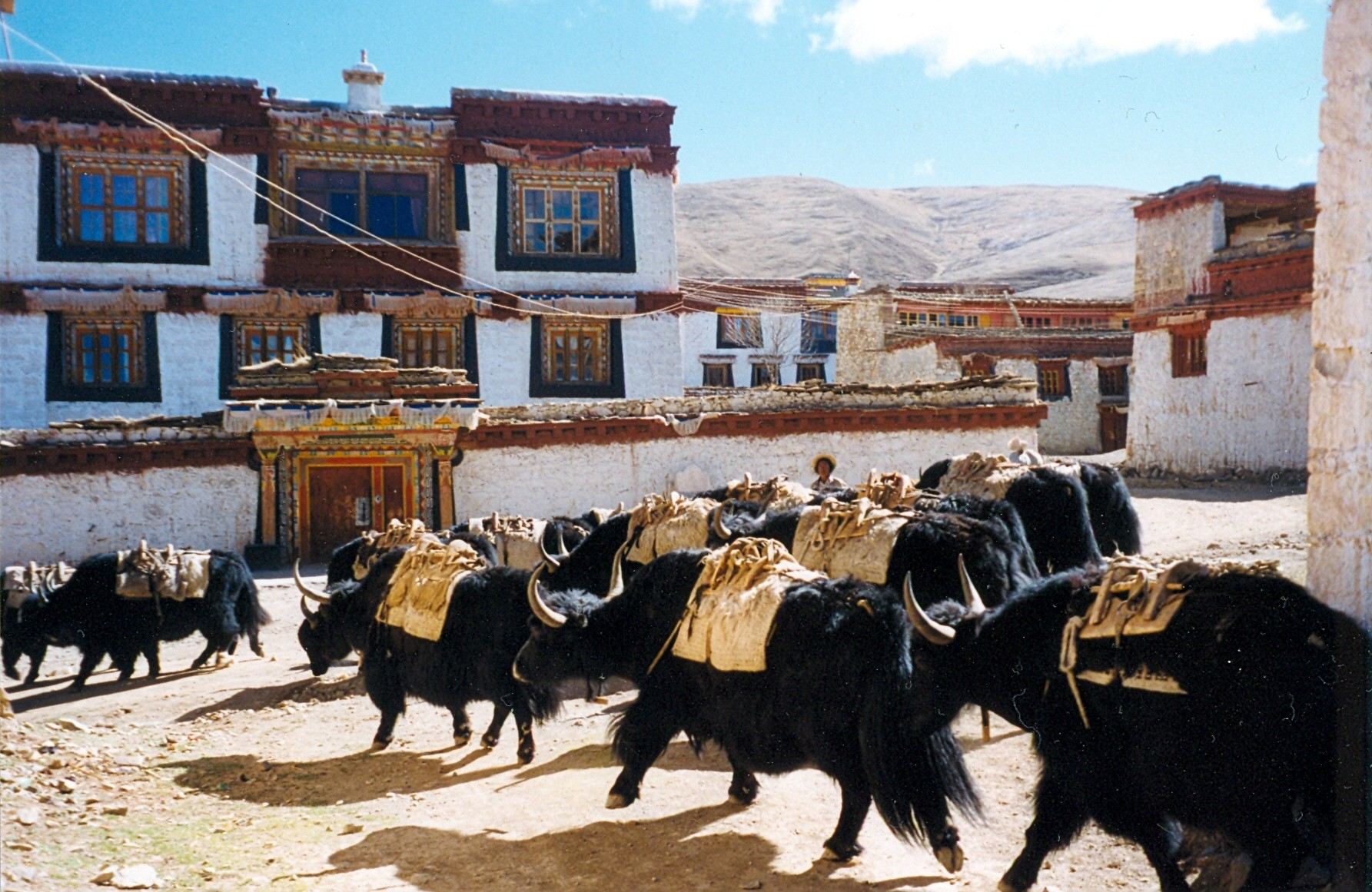
Яки в тибетском монастыре Литанг

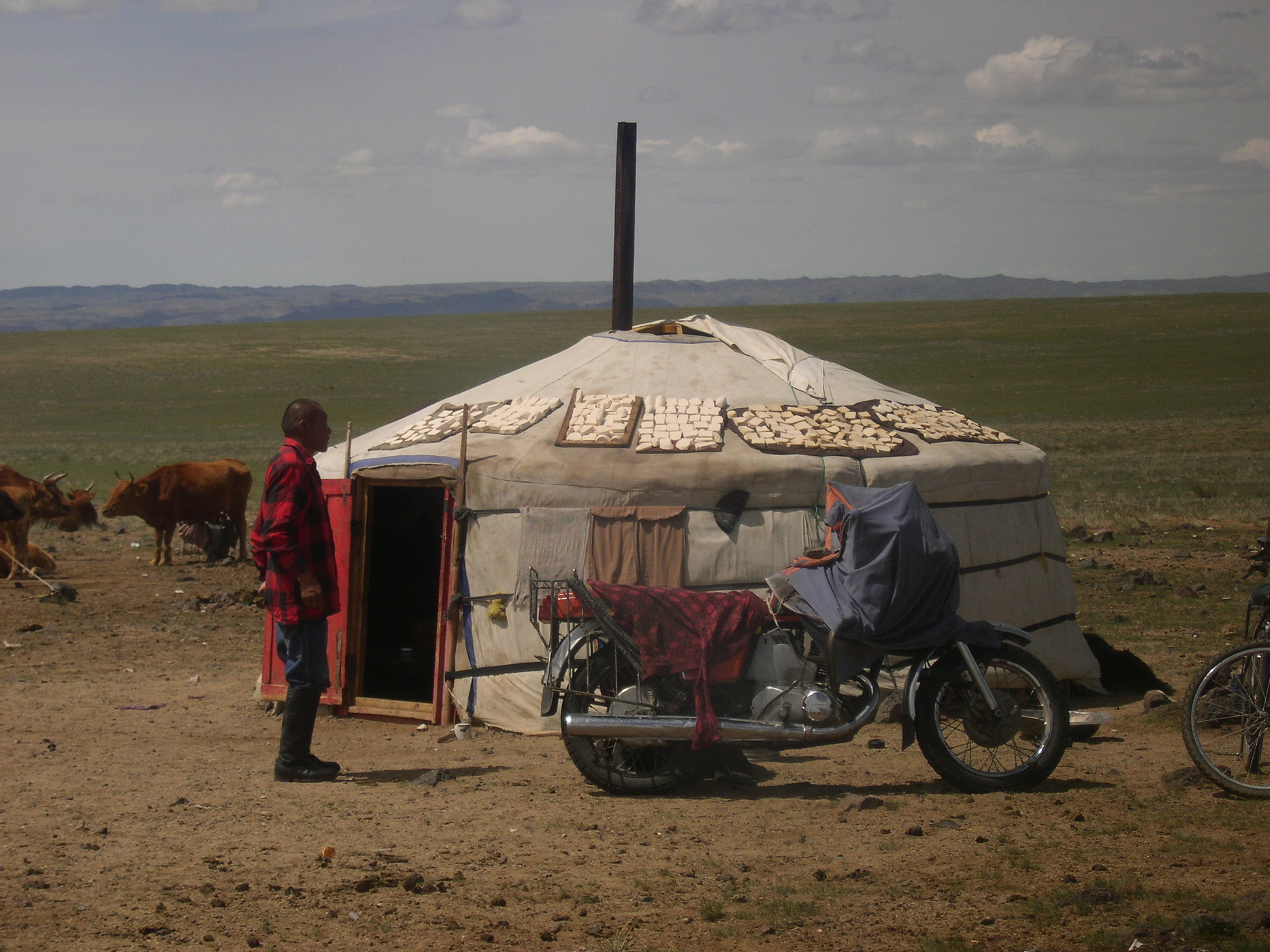
Монгольская юрта

Эта провинция занимает пустыни умеренного пояса (Гоби, Такла-Макан). Обитающие здесь народы относятся в основном к континентальной расе большой монголоидной расы, говорят на языках алтайской (монголы, уйгуры и др.) и сино-тибетской (тибетцы, китайцы и др.) семей. Основные традиционные занятия — кочевое и полукочевое скотоводство (овцы, лошади, верблюды, в долинах рек — крупный рогатый скот, в горах — яки), на равнине в оазисах — пашенное богарное и поливное земледелие (просо, чумиза, джугара, пшеница); в горах выращивают ячмень, овёс, гречиху, повсюду также — овощи, бахчевые, плодовые. У кочевников жилище — круглая юрта (у монголов и тюрков) или шерстяные шатры (у тибетцев). У земледельческого населения (уйгуры, часть тибетцев, ицзу) преобладает жилище со стенами из сырцового кирпича или тёсаного камня. Основной традиционный костюм — шерстяная туникообразная рубаха, халат или куртка, штаны мужские и женские с широким шагом, кожаные сапоги, меховые или фетровые шапки, зимой — шубы или овчинные тулупы. Основная пища — мясо (баранина или конина), молочные продукты (топлёное масло, овечий сыр), кислое молоко), лепёшки из пшеничной, ячменной или гречневой муки; напитки — чай (нередко с солью и молоком), кумыс. Развиты аппликация, вышивка, резьба по кости и дереву, чеканка, производство войлочных ковров, эпос (о Гэсэр-хане и др.).
Включает области:
- Монголия
  - Внешняя Монголия
  - Внутренняя Монголия
- Цинхай
- Тибет

### Восточная Азия

Японские девушки

Это равнины Китая, полуостров Корея и Японские острова. Преобладают представители тихоокеанской расы большой монголоидной расы (у айнов сохранился австралоидный расовый тип); большинство составляют народы сино-тибетской семьи (китайцы, хуэй и др.), японцы, корейцы, на юге — тайские и австро-азиатские народы. Главное занятие — интенсивное пашенное и ручное земледелие, с ирригацией, террасированием склонов. В урбанизированных районах (особенно в Японии) значительная часть населения занята в промышленности, торговле, сфере услуг, на транспорте. Традиционное жилище каркасно-столбовое с глинобитным или более лёгким (дерево, циновки) заполнением, с плоской или плоскодвускатной крышей, на юге преобладают свайные постройки, на севере распространены отапливаемые лежанки (кан). Традиционная одежда — халаты (с запа́хом направо), распашные куртки, мужские и женские штаны, иногда набедренная повязка; для корейского женского костюма характерны короткие кофты, широкие шаровары, юбки, для японского — кимоно. В традиционной пище преобладает сваренный на пару рис, блюда из пшеничной муки или просяной крупы, лепёшки, овощи, рыба и другие морские продукты, реже — мясо; широко распространены чай, приправы.
Развит фольклор; в литературе, театральном и изобразительном искусстве и архитектуре выработаны свои стили. Используется, или (в Корее) использовалась до недавнего времён, созданная в древнем Китае иероглифическая система письменности с местными вариантами; национальные языки (японский, китайский) и языки национальных меньшинств испытали сильное влияние китайского, по крайней мере в лексике.
Характерен синкретизм религиозных систем (конфуцианство, даосизм, буддизм, синтоизм), есть мусульмане (хуэй в Китае) и христиане. Сохраняются архаичные аграрные культы, культ предков.
Области:
- Япония
  - Острова Рюкю
- Корея
- Китай
  - Равнинный Китай
  - Северный Китай (Маньчжурия)
  - Центральный Китай
  - Южный Китай
    - Сычуань
    - Юньнань
    - Гуанси
    - Тайвань

### Юго-восточноазиатскаяпровинция

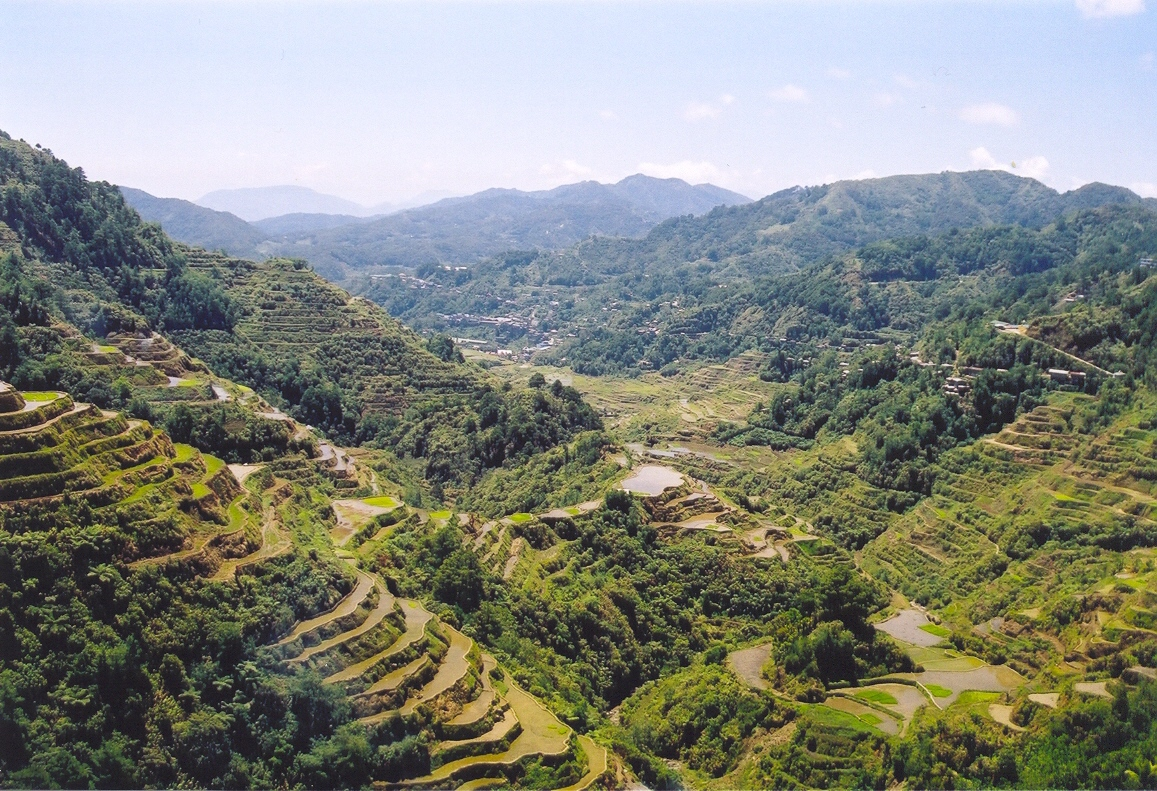
Рисовые террасы на Филиппинах

Юго-восточноазиатская провинция занимает полуостров Индокитай и острова Индонезии и Филиппин. Население преимущественно относится к южноазиатской расе, на юго-востоке — к восточно-индонезийской расовой группе, у некоторых групп выражены древние австралоидные черты. Говорят в основном на языках австронезийской и австроазиатской семей. Хозяйственно-культурные традиции разнообразны. Преобладают свайные постройки с лёгкими стенами и высокими крышами. Традиционная одежда — саронги, лунги, набедренные повязки, распашные куртки, у вьетов распространены штаны, основной головной убор — широкополая шляпа из соломы или пальмовых листьев, на ногах — плетёные сандалии. Основа питания — рис, реже просо, с острыми приправами, также клубнеплоды и корнеплоды, бобовые, маниок, рыба и т. п. Характерно употребление бетеля. Мировые религиозные системы (буддизм, индуизм, позднее ислам и христианство) сочетаются с местными культами. Развит фольклор, архитектура, театральное и прикладное искусство (плетение, ткачество и др.)
Включает области:
- Индокитай
  - Мьянма
  - Таиланд и Лаос
  - Камбоджа
  - Вьетнам
- Малайский архипелаг
  - Малакка
  - Суматра и Ява
  - Калимантан
  - Сулавеси
  - Малые Зондские острова
  - Филиппины

### Южноазиатскаяпровинция (Индостан,Индийский субконтинент)

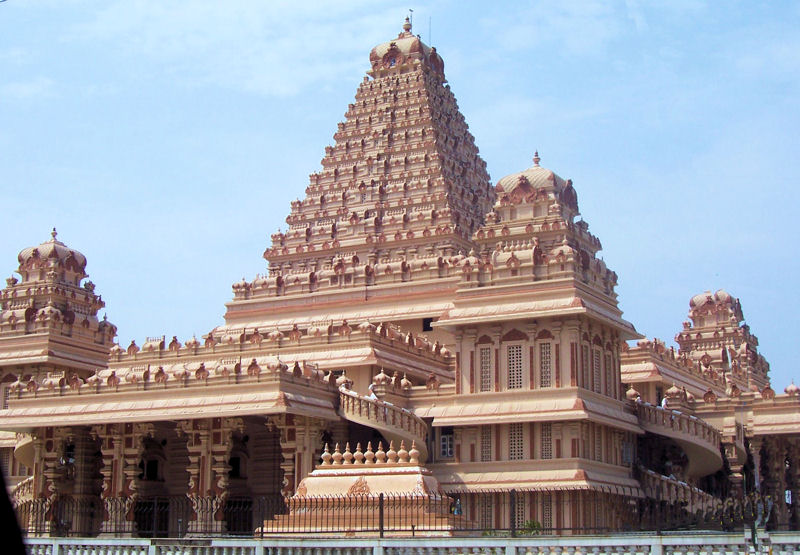
Храм в Дели

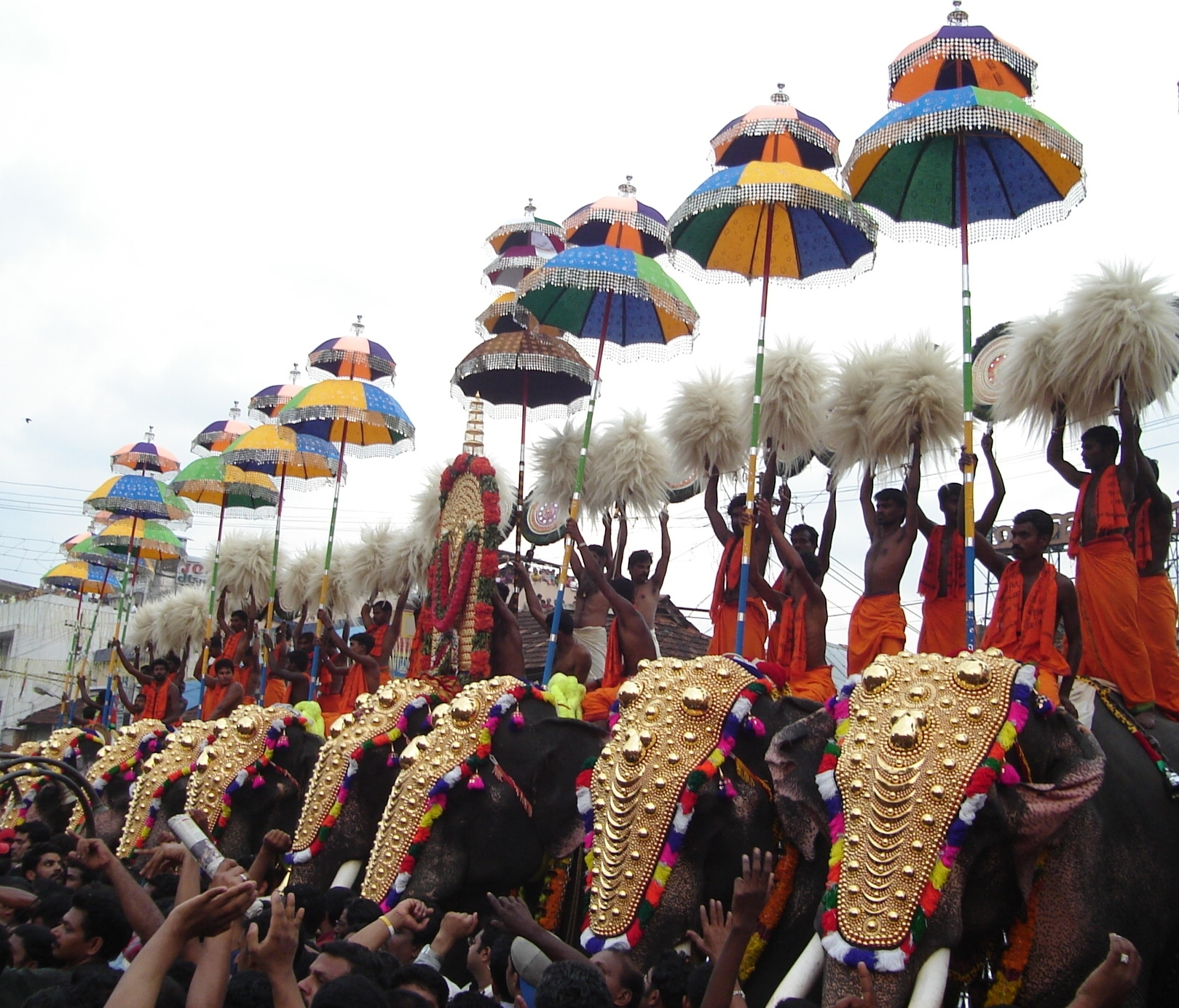
Фестиваль в Индии

На севере преобладают разные группы южных европеоидов, на северо-востоке — монголоиды, на юге — представители южноиндийской и веддоидной рас, в центре — смешанное европеоидно-австралоидное население; древние негроидные и австралоидные расовые черты сохранились у андаманцев, веддов Шри-Ланки и небольших народов Центральной Индии. На севере распространены языки индоарийской и на западе — иранской групп (индо-европейские семьи), на юге — дравидийской семьи (телугу, тамилы и др.), на северо-востоке языки мунда австроазиатской семьи и сино-тибетские языки. Основное занятие сельского населения — плужное орошаемое и неорошаемое земледелие. В горах и пустынях развито пастушеское и кочевое скотоводство (крупный и мелкий рогатый скот), верблюды, лошади). Развиты ремёсла (ткачество, обработка металлов, ювелирное, ковроткачество). Поселения в основном уличного плана; преобладают глинобитные или кирпичные двух- и трёхкамерные дома, с плоской или высокой крышей; встречаются каркасно-столбовые постройки; в горах — из камня в несколько этажей; у кочевников — шерстяные шатры. Основная традиционная одежда женщин — сари, на северо-западе — шаровары, в центре — широкие юбки; мужчины носят дхоти, узкие белые штаны, рубахи без воротника, куртки с глубоким вырезом, тюрбаны. Основная пища — растительная, индуисты не едят говядину, мусульмане — свинину. Традиции индуизма с его ритуальными, этическими, социальными и правовыми нормами, распространены также ислам, буддизм, сикхизм, джайнизм. Развит фольклор, в том числе эпос, кукольный театр, архитектура, прикладное и изобразительное искусства.
Сюда входят:
- Кашмир
- Долина Инда (Синд и Панджаб)
- Долина Ганга
- Пустыня Тар
- Гималаи
- Плоскогорье Декан (плоскогорье)
- Бирмано-ассамские горы
- Шри-Ланка и Мальдивы

### Юго-Западноазиатскаяпровинция (илиПередняя Азия)

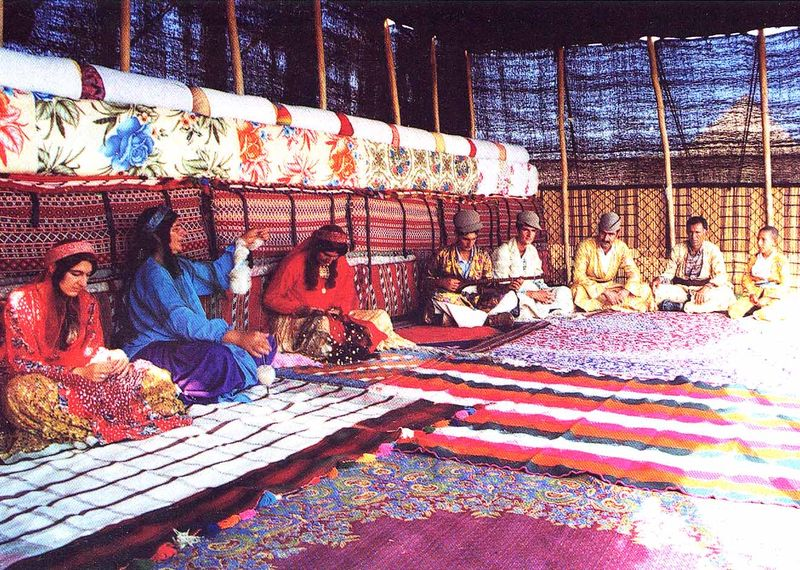
Кашкайское ковроткачество

Это засушливые нагорья и горы с оазисами в речных долинах и пустынях. Большинство населения принадлежит к южным европеоидам, говорят на иранских (персы, курды, афганцы и др.), тюркских (турки, азербайджанцы, кашкайцы и др.) и семитских (арабы) языках. В оазисах и горных районах основное занятие — плужное орошаемое и богарное земледелие (пшеница, ячмень, бобовые, маслины, плодовые, виноград, на юге — финиковая пальма), в пустынях — кочевое скотоводство (овцы, козы, верблюды, ослы). Землю обрабатывают на волах полозным плугом (ралом) с железным сошником. Развиты ремёсла — обработка металлов, ювелирное дело, ковроткачество, гончарство. Сельские поселения, как правило, крупные с беспорядочной застройкой, центральной базарной площадью, жилища прямоугольные в плане, из сырцового кирпича, глинобитные или каменные с плоской крышей и внутренним двором; сохраняется деление на мужскую и женскую половины; внутреннее убранство состоит из ковров, кошм, циновок. Кочевники живут в чёрных шатрах. Женская одежда — шаровары, широкая рубаха-платье, безрукавка или куртка, большой платок на голове; сохраняется чадра; распространены украшения. Мужская традиционная одежда — длинная, широкая рубаха с круглым воротом, сужающиеся книзу штаны, безрукавка, куртка. Основная пища — лепёшки, каши, плов, сыры, похлёбки на мясном бульоне, напитки — чай чёрный и зелёный, кофе, шербет. Сохраняется богатый фольклор. Большое влияние на уклад жизни оказывает ислам, на средиземноморском побережье распространены христианство и иудаизм.
Включает такие области:
- Малоазийская ИКО
- Средний Восток (ирано-афганская) ИКО
- Плодородный полумесяц (месопотамо-сирийская) ИКО
- Аравийская ИКО

## Африка
Африка делится на североафриканскую и африканскую тропическую историко-культурные провинции. Подробную статью см. здесь.

### Североафриканская провинция

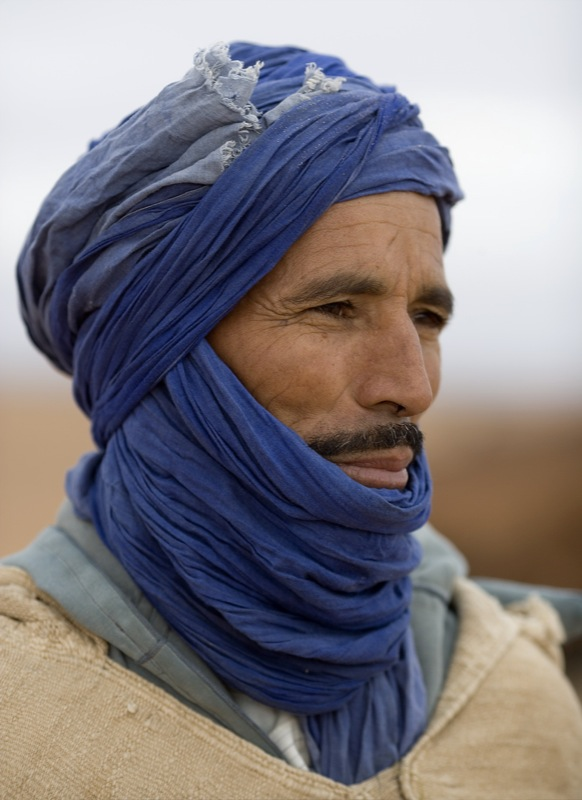
Кочевник-бербер

Североафриканская историко-культурная провинция занимает средиземноморское побережье, субтропическую аридную зону пустыни Сахары и оазисов от Египта до Магриба. Народы этой провинции (главным образом арабы, а также берберы) связаны историческими и культурными узами со средиземноморскими культурами Европы, и с юго-западноазиатской провинцией, составляя часть арабского мира. В отличие от жителей Тропической Африки, население Северной Африики относится в основном к южным группам большой европеоидной расы, и говорят на диалектах арабского языка. Однако культура разных стран имеет местные различия. Преобладает плужное земледелие с широким применением ирригации. Древние традиции имеют городская жизнь, торговля и ремесло (изделия из металла, ювелирное, ковроткачество, керамическое и др.). Поселения оседлых земледельцев крупные с беспорядочной застройкой; в горах сохранились укреплённые поселения с башнями из камня. В центре поселений находится базарная площадь, мечеть. Дома прямоугольные или квадратные в плане из сырцового кирпича, глинобитные, каменные, с плоской крышей и внутренним двориком. Кочевники живут в чёрных шерстяных палатках. Сохраняется деление жилища на мужскую (обычно переднюю) и женскую (заднюю) половины. Традиционная мужская одежда — широкая, длинная рубаха, штаны с широким шагом, халат или плащ, головной убор — платок (куфия) с шерстяным шнурком; женская одежда — длинная рубаха-платье, узкие штаны, безрукавки, халаты, покрывала. Пища — пшеничные лепёшки, овощи, молочные продукты, плов, напитки — кофе, зелёный чай, кислое молоко. Богат поэтический, сказочный и музыкальный фольклор. Подавляющее большинство населения исповедует ислам.
Области:
- Магриб (магрибско-мавританская ИКО)
- Сахара
- Египетская ИКО
- Нубия
- Северно-суданская ИКО

### Африканская тропическаяпровинция

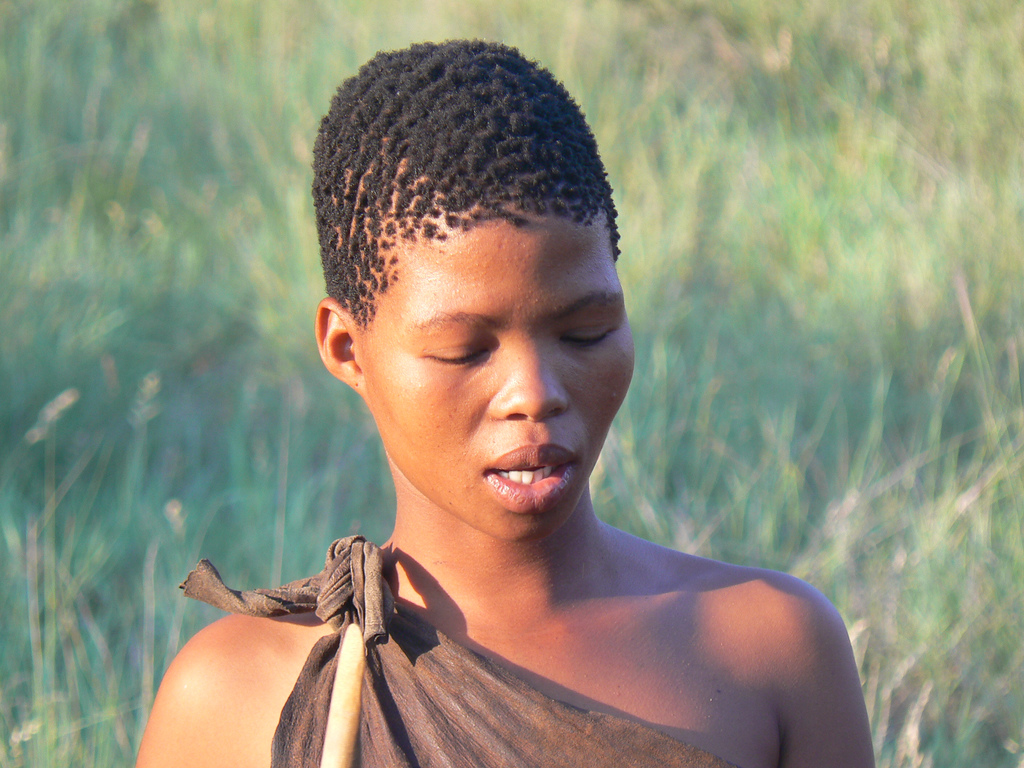
Бушменская девушка

Африканская тропическая провинция занимает экваториальные области континента с тропическими лесами, влажными и сухими саваннами. В начале XX века почти вся территория провинции находилась в колониальной зависимости от европейских держав. К 1960-м годам большинство африканских стран добилось независимости. Антропологический состав населения представлен разными группами большой негроидной расы: негрской, негрилльской, бушменской, смешанными эфиопской, суданской и др. Языки образуют нигеро-кордофанскую, нило-сахарскую, афразийскую (кушитская и чадская группы) и койсанскую семьи; малагасийцы говорят на австронезийских языках. Преобладает ручное тропическое земледелие, с экстенсивными подсечно-огневыми и интенсивными формами. Селения компактные или разбросанные, состоят из каркасно-столбовых небольших хижин с круглой (в саваннах) или прямоугольной (в лесах) планировкой, окружённых хозяйственными постройками (глиняные бутылеобразные зернохранилища на подставках, загоны для скота), стены иногда украшены рельефным или расписным орнаментом. Традиционная мужская одежда — набедренные повязки, передники, плащи, у мужчин широкие рубахи, у женщин — куски длинной ткани, широкие юбки, цветные платья. Основная пища — лепёшки, каши, овощи, бананы, фрукты; на Мадагаскаре — отварной рис. Архаичные религиозные культы сочетаются с христианством (иногда образуя синкретические христианско-африканские культы) и исламом. Африканская музыкальная и танцевальная культура оказала влияние на музыку разных стран Америки и Европы.
Сюда входят:
- Сахель
- Западноафриканская (Западносуданская) ИКО
  - Атлантическая подобласть
  - Суданская подобласть
  - Гвинейская подобласть
- Центрально-Африканская ИКО (Экваториальная Африка)
- Восточноафриканская ИКО
  - Прибрежная подобласть
  - Межозёрная подобласть
- Северо-Восточноафриканская ИКО
- Южноафриканская ИКО
- Мадагаскарская островная ИКО (Мадагаскар, Сейшельские острова, Маврикий, Реюньон)

## Америка
Здесь три провинции: североамериканская, латиноамериканская и южноамериканская.

### Североамериканскаяпровинция

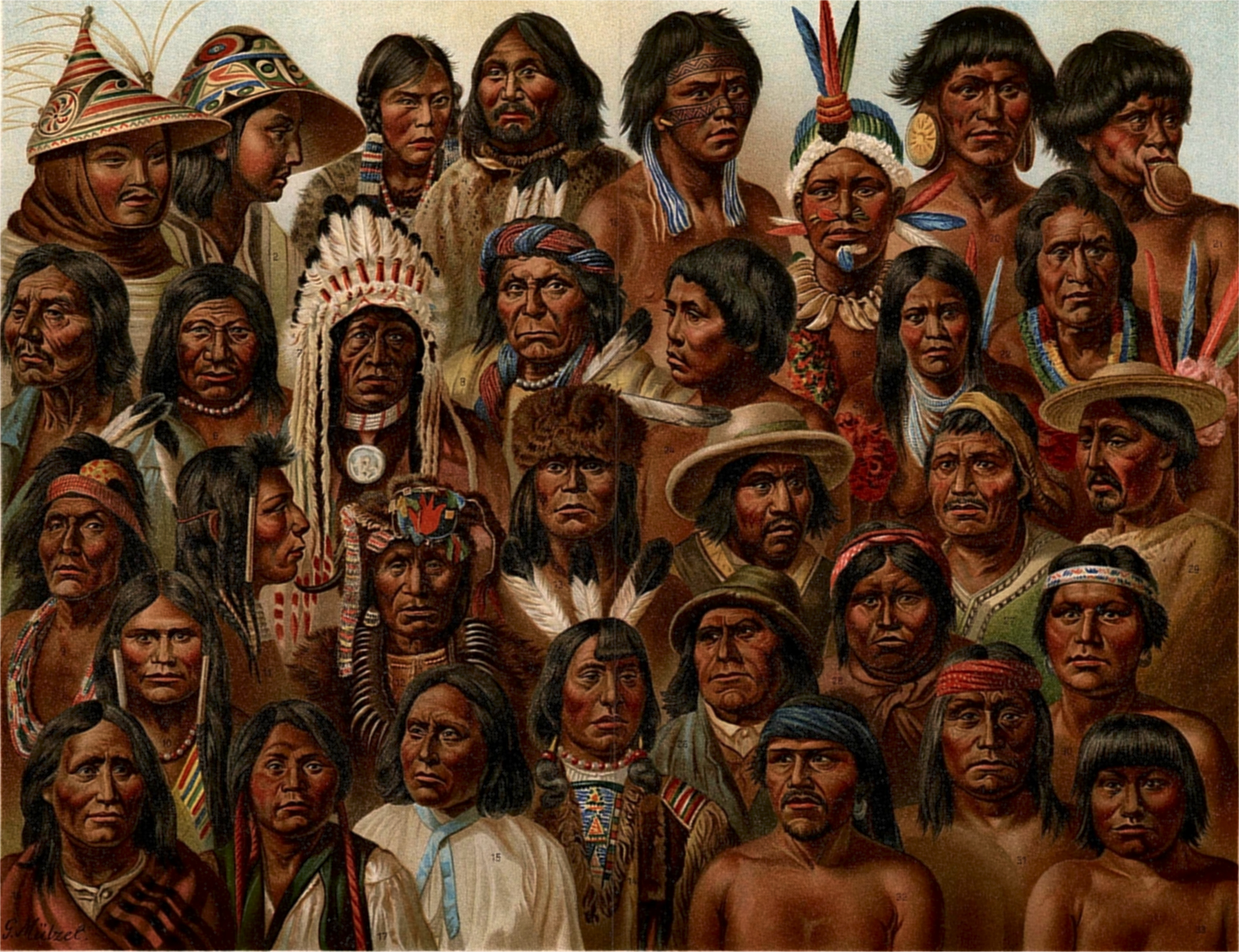
Представители различных индейских народов

Североамериканская провинция включает Аляску, арктическую тундру и тайгу, леса и прерии умеренного пояса, субтропики на берегу Атлантики. До европейской колонизации здесь жили только индейские, на севере — эскимосские народы. Переселенцы из Европы колонизовали основную часть континента, истребили, ассимилировали и оттеснили различные группы индейцев в резервации. Большинство населения относится к переходным формам большой европеоидной расы; потомки африканских рабов (на юге США и в городах) — негры и мулаты, индейцы относятся к американской расе и смешанным формам. Развитие капитализма, промышленности, транспорта, рост городов и миграционные процессы (усилившиеся в начале XX века) способствовали формированию на базе английского языка и европейских культурных стереотипов американцев (США), англо- и франкоканадцев (Канада). Большая часть населения живёт в городах, занята в промышленности и сфере обслуживания; в сельском хозяйстве преобладают высокотоварные капиталистичные формы. Материальная культура во многом сходна с европейской; некоторые группы мигрантов (итальянцы, выходцы из стран Азии) сохраняют элементы национальной культуры. В духовной культуре прослеживается смешение форм европейского, индейского и африканского фольклора; возникли новые формы под влиянием городской жизни и технического прогресса. Большинство верующих — протестанты; часть — католики. Коренное индейское и эскимосское население в значительной мере изолировано и отчасти сохраняет традиционные занятия и культуру.
Выделяются такие области:
- Арктическая
- Канада
  - Индейская
  - Франко-канадская подобласть
  - Англо-канадская подобласть
- Североамериканская (США)
  - Восточная подобласть
  - Западная подобласть
  - Южная подобласть

### Латиноамериканскаяпровинция

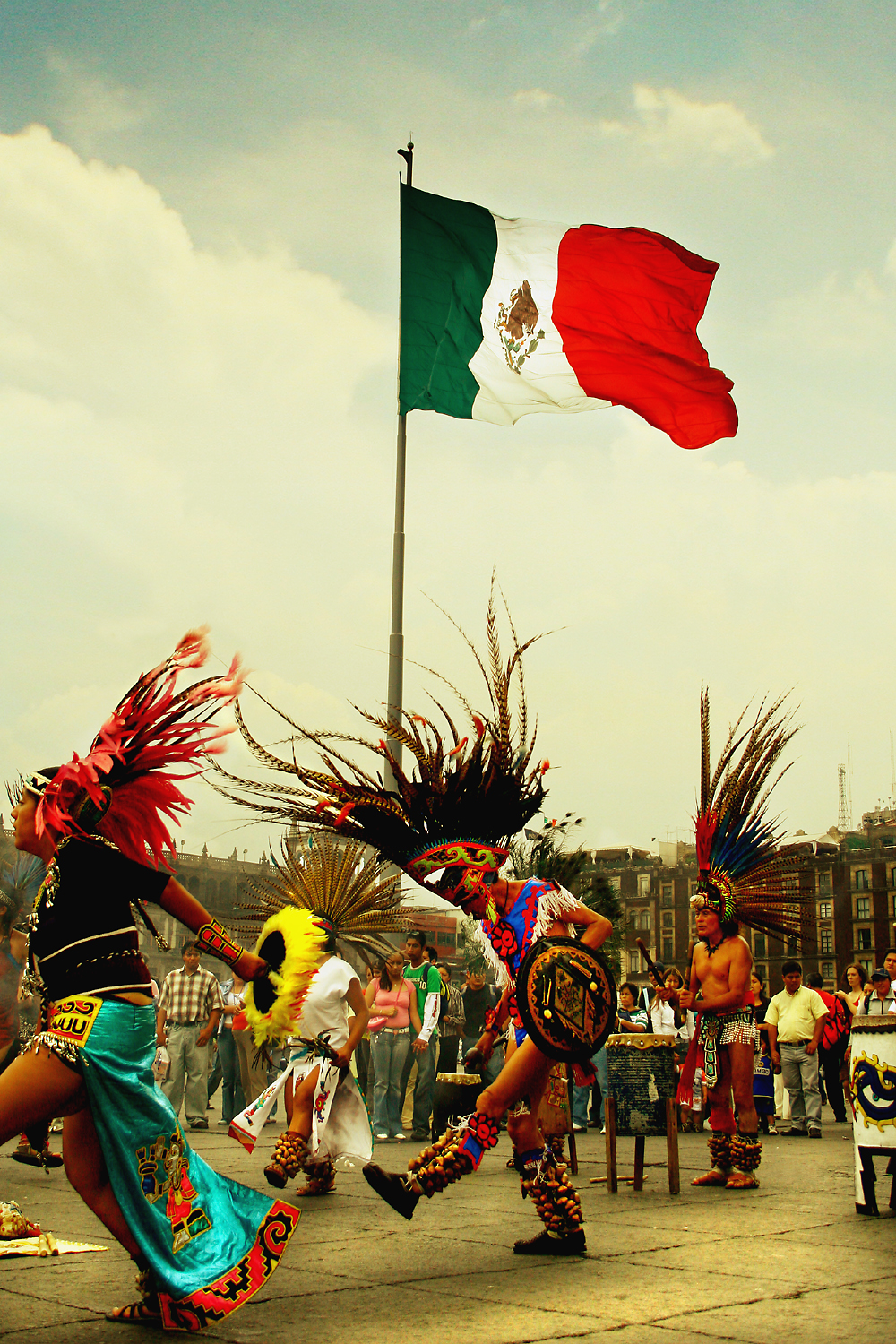
Ацтекские танцы в Мехико

Эта провинция занимает всю Южную и Центральную Америку от холодной Огненной Земли до влажнотропических лесов (сельвы) Амазонии и тропиков, пустынных плоскогорий и гор Мексики. В результате колонизации континента главным образом выходцами из стран Пиренейского полуострова и их смешения с коренным индейским населением широко распространились испанский и португальский языки и многие элементы «иберийской» культуры. В расовом отношении население представляет собой результат смешения американской и европеоидной, а также негрской (на островах Карибского архипелага, атлантическом побережье Бразилии) рас; чистокровные индейцы сохранились только в изолированных районах. В результате процессов смешения разных этнических элементов и в ходе национально-освободительских движений сформировались крупные этносы, говорящие на вариантах испанского (мексиканцы, перуанцы, аргентинцы и др.), португальского (бразильцы), французского (гвианцы) и английского языков (ямайцы и др.), в странах с крупными массивами индейского населения — также и на индейских языках (кечуа, гуарани и др.). Значительная часть населения живёт в городах, занята в промышленности, а также фермерском или латифундистском товарном сельском хозяйстве. Основная традиционная одежда — белая рубашка, штаны, орнаментированная накидка с отверстием для головы (серапе, пончо), широкополая шляпа (из соломы или фетра), сандалии у мужчин, широкие, цветастые юбки, кофта, шали у женщин. Распространены блюда из кукурузы, бобов, пшеницы, жареное мясо с приправами из овощей, перца и т. п. У индейцев местами сохраняется традиционная культура. Преобладающая религия — католицизм.
Области латиноамериканской историко-культурной провинции:
- Карибская ИКО
- Мезоамериканская ИКО
  - Мексиканская подобласть
  - Средне-американская подобласть
- Андская (андийская) ИКО
  - Северные Анды
  - Средние Анды
  - Южные Анды
- Гвианская ИКО
- Амазонская ИКО
  - Восточная Бразилия
- Пампасская ИКО
  - Патагония
- Огнеземельская ИКО

## Австралия и Океания
Австралия и Океания включают соответственно австралийскую и океанийскую провинции.

### Австралийскаяпровинция

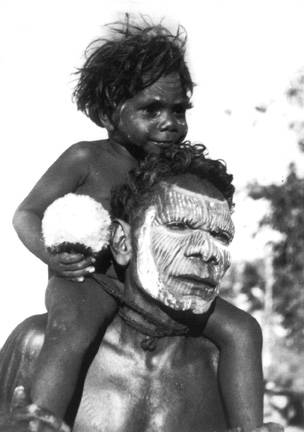
Австралийские аборигены

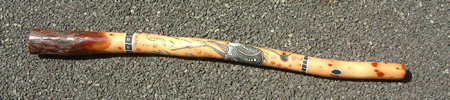
Диджериду, музыкальный инструмент австралийских аборигенов

Провинция, занимающая континент Австралия и остров Тасмания, отличается засушливым климатом, преобладанием пустынь и саванн. К началу XX века здесь сформировались разные историко-культурные области: в англо-австралийской области — высокоразвитая промышленность, крупные города, капиталистическое производство, товарное фермерское сельское хозяйство (зерновое, овцеводство) и европейские культурные стереотипы; в аборигенно-австралийской историко-культурной области сохраняются первобытнообщинные структуры, бродячая охота и собирательство. Англо-австралийская область сформировалась в результате колониального захвата земель и истребления аборигенов, её территория в XX веке непрерывно увеличивается. На острове Тасмания аборигены были истреблены полностью. Коренное австралийско-аборигенное население относится к особому типу большой австралоидной расы; англо-австралийцы — европеоиды. Часть аборигенов перешла к оседлости, живёт в постоянных посёлках при миссиях, вместе с тем растёт движение за сохранение и возрождение традиционной культуры.
- Англо-австралийская ИКО
- Аборигенно-австралийская ИКО
  - Тасманийская подобласть

### Океанийскаяпровинция

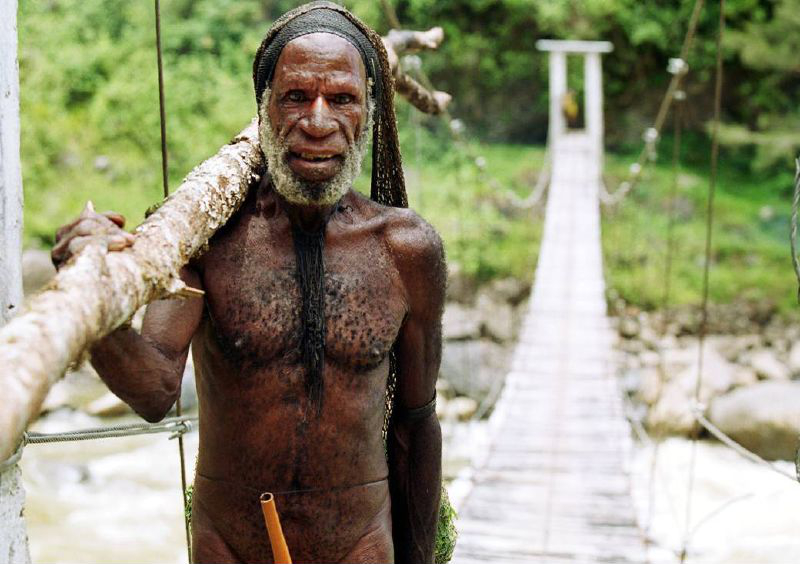
Представитель народа дани (папуасы) из Балиемской долины

Океанийская провинция состоит из трёх историко-культурных областей: Меланезии (папуасы и меланезийцы), Микронезии и Полинезии (маори и полинезийцы). Папуасы и меланезийцы относятся к особому типу большой австралоидной расы; полинезийцы и микронезийцы — к смешанным расам. Говорят на языках западно- и восточноавстронезийской групп; папуасские языки образуют собственные многочисленные семьи. Основные занятия — ручное тропическое (подсечно-огневое и грядковое) земледелие (ямс, таро, бананы, кокосовая и саговая пальмы), разведение свиней, собак (на мясо). Сельскохозяйственные орудия — сажальный кол, веслообразная лопата, каменный топор.
В Океании большое значение имеет рыболовство. Развита резьба по дереву, плетение, изготовление тапы и др. Жилище на Новой Гвинее — прямоугольное, свайное, иногда — наземное, в Океании — каркасно-столбовое с высокой двускатной крышей из листьев пальм. Развиты навыки мореплавания, ориентации по звёздам. Характерны лодки с балансиром. Основная одежда у мужчин — набедренная повязка, у женщин — юбка из травы, растительных волокон. Распространены мужские и женские украшения (носовые вставки, перья, цветы, бусы, браслеты). Развиты музыкальный и танцевальный фольклор, мифология. Современное население в основном христианизировано.
- Меланезия
- Микронезия
- Полинезия